# Ерккі Рааппана
Рааппана Ерккі Юган (фін. Erkki Johannes Raappana; 2 червня 1893, комуна Оулуйокі. — 14 серпня 1962, м. Йоенсуу, Фінляндія) — генерал-майор Фінської армії. З 1941 командувач 14-ї Дивізії Фінської армії. Майстер тактики «лісової війни» та боїв у непроглядній місцевості.

## Біографія
Військовий вишкіл отримав під час Першої світової війни у складі батальйону № 27 німецької імперської армії (Фінські єгерні війська). Брав активну участь у боротьбі за самостійну державність Фінляндії та Біломорської Карелії. У міжвоєнний час — член Охоронного батальйону (відомий також як Шуцкор).

## Битва під Іломантсі
Герой битви під Іломантсі під час Війни продовження (липень — серпень 1944). Тоді він зупинив останній наступ двох елітних сталінських дивізій на територію Фінляндії, які проривалися з боку Ладозького озера. Убито понад 3200 сталінських вояків, захоплено велику кількість трофейної зброї. Битва під Іломантсі продемонструвала боєздатність фінської армії та примусило СРСР пришвидшити укладення перемир'я із Фінляндією на прийнятних для фінів умовах.
Рааппана — кавалер Хреста Маннергейма ІІ класу (3, 03 серпня 1941).

## Нагороди

### Фінляндія
- Орден Хреста Свободи
  - 4-го класу з мечами
  - 3-го класу з мечами
  - 2-го класу з мечами
  - 1-го класу з мечами
  - 1-го класу із зіркою і  дубовим листям
- Орден Білої троянди, лицарський хрест 1-го класу
- Залізний хрест заслуг шюцкору
- Пам'ятна медаль визвольної війни з розеткою
- Пам'ятна медаль Зимової війни
- Пам'ятна медаль Війни-продовження
- Єгерський орден
- Хрест Маннергейма 2-го класу (3 серпня 1941)

### Німеччина
- Залізний хрест 2-го класу
- Почесний хрест ветерана війни з мечами
- Застібка до Залізного хреста 2-го класу
- Залізний хрест 1-го класу

### Інші країни
- Орден Орлиного хреста 5-го ступеня (Естонія)
- Орден Трьох зірок 3-го ступеня (Латвія)
- Орден Відродження Польщі, командорський хрест
- Орден Меча, командорський хрест (Швеція)